# Баггс, Айзейя
Айзейя Дуэйн Баггс (англ. Isaiah Dwayne Buggs; род. 24 августа 1996, Растон, Луизиана) — профессиональный американский футболист, выступавший на позиции дифенсив энда в клубе НФЛ «Питтсбург Стилерз». Победитель плей-офф чемпионата NCAA сезона 2017 года в составе команды Алабамского университета.

## Биография
Айзейя Баггс родился 24 августа 1996 года в Растоне в штате Луизиана. Там же он окончил старшую школу, после чего поступил в общественный колледж Галф-Кост в штате Миссисипи. За его футбольную команду он играл в сезонах 2015 и 2016 годов, дважды входил в символическую сборную звёзд дивизиона. В декабре 2016 года Баггс объявил о поступлении в Алабамский университет. На тот момент он занимал первое место среди игроков защиты из подготовительных колледжей по оценкам сайтов 247Sports и Scout.com.

### Любительская карьера
В составе «Алабамы» Баггс дебютировал в сезоне 2017 года. Он сыграл в четырнадцати матчах команды, тринадцать из них начал в стартовом составе. За сезон он сделал 51 захват, 1,5 сэка и четыре захвата с потерей ярдов. Большую часть полезных действий на поле Баггс записал на свой счёт во время выносных розыгрышей соперника. По итогам сезона он вместе с командой выиграл национальный чемпионат. В 2018 году он в пятнадцати играх сезона сделал 52 захвата и стал лучшим в составе «Кримсон Тайд» по количеству сделанных сэков.

#### Статистика выступлений в NCAA
| Сезон | Команда              | Игры | Захваты | Захваты | Захваты | Захваты | Захваты | Перехваты | Перехваты | Перехваты | Перехваты | Перехваты | Фамблы | Фамблы | Фамблы | Фамблы |
| Сезон | Команда              | Игры | Solo    | Ast     | Tot     | Loss    | Sk      | Int       | Yds       | Y/R       | TD        | PD        | FR     | Yds    | TD     | FF     |
| ----- | -------------------- | ---- | ------- | ------- | ------- | ------- | ------- | --------- | --------- | --------- | --------- | --------- | ------ | ------ | ------ | ------ |
| 2017  | Алабама Кримсон Тайд | 14   | 20      | 31      | 51      | 4,0     | 1,5     | 0         | 0         | 0         | 0         | 0         | 0      | 0      | 0      | 0      |
| 2018  | Алабама Кримсон Тайд | 15   | 23      | 29      | 52      | 13,5    | 9,5     | 0         | 0         | 0,0       | 0         | 3         | 1      | 0      | 0      | 2      |
| Всего | Всего                | 29   | 43      | 60      | 103     | 17,5    | 11,0    | 0         | 0         | 0,0       | 0         | 3         | 1      | 0      | 0      | 2      |

### Профессиональная карьера
На драфте НФЛ 2019 года Баггс был выбран «Питтсбургом» в шестом раунде под общим 192 номером. Он стал десятым задрафтованным представителем Алабамского университета. В регулярном чемпионате Баггс выходил на поле в девяти играх команды, но ни в одной из них не сыграл более 15 снэпов. Лишь в четырёх матчах он участвовал в десяти и более защитных розыгрышах, в остальное время действуя в составе специальных команд. В 2021 играл в Лас-Вегасе.

#### Статистика выступлений в НФЛ

##### Регулярный чемпионат
| Сезон | Команда           | Игры | Захваты | Захваты | Захваты | Захваты | Захваты | Перехваты | Перехваты | Перехваты | Перехваты | Перехваты | Фамблы | Фамблы | Фамблы | Фамблы |
| Сезон | Команда           | Игры | Solo    | Ast     | Tot     | Loss    | Sk      | Int       | Yds       | Y/R       | TD        | PD        | FR     | Yds    | TD     | FF     |
| ----- | ----------------- | ---- | ------- | ------- | ------- | ------- | ------- | --------- | --------- | --------- | --------- | --------- | ------ | ------ | ------ | ------ |
| 2019  | Питтсбург Стилерз | 9    | 2       | 1       | 3       | 0       | 0,0     | 0         | 0         | 0,0       | 0         | 0         | 0      | 0      | 0      | 0      |
| 2020  | Питтсбург Стилерз | 10   | 7       | 4       | 11      | 0       | 0,0     | 0         | 0         | 0,0       | 0         | 0         | 0      | 0      | 0      | 0      |
| 2021  | Питтсбург Стилерз | 10   | 5       | 12      | 17      | 2       | 0,0     | 0         | 0         | 0,0       | 0         | 1         | 0      | 0      | 0      | 0      |
| Всего | Всего             | 29   | 14      | 17      | 31      | 2       | 0,0     | 0         | 0         | 0,0       | 0         | 1         | 0      | 0      | 0      | 0      |